# The Foot-Ball Club
The Foot-Ball Club était un club de football basé à Édimbourg en Écosse et fondé en 1824.
Les membres de ce club se rencontraient tous les étés afin de jouer à ce qui s’apparentait à une forme de football, qui ne ressemblait probablement guère au football qui est pratiqué de nos jours. Néanmoins, l’organisation peut se targuer d’avoir été le premier club à pratiquer ce jeu devenu populaire.
En 2007, dans une tentative de faire revivre l’héritage de l’ancien club, une association portant ce nom est créée.

## Histoire
The Foot-Ball Club est considéré comme l'une des plus anciennes équipes de football enregistrées dans le monde. Son existence est prouvée après la découverte, aux Archives Nationales d’Ecosse, de quatre livres contenant la liste des membres ainsi que les comptes du club du football.
Le club, qui a existé de 1824 à 1841, jouait ses matchs au Dalry Park jusqu’en 1831. Après cela, il déménage au Greenhill Park. Les membres du club se rencontraient tous les étés pour jouer au football. Il n’y a plus aucune trace du club de football d’Edimbourg après 1841 et l'on ne connaît pas les règles du jeu que pratiquait le club.

### Reformation
En 2007, une association nommée Football Club of Edinburgh est formée par Kenny Cameron (entraîneur du club de football des Spartans) après que ce dernier ait visité le Scottish Football Museum. Il joue aujourd’hui dans une division amateur, l'Edinburgh Sunday Fair Play League.